# La Penelope
La Penelope ist eine Tragikomödie von Giovan Battista della Porta von 1591 in fünf Akten und 4111 (inklusive des Prologs: 4178) Versen, die auf Homers Odyssee basiert.

## Inhalt

### All’illustrissimo Signor Don Giulio Gesualdo mio signore (An meinen erlauchten Herrn Signor Don Giulio Gesualdo)
Die Widmung ist von Pompeo Barbarito, dem Herausgeber von La Penelope unterzeichnet und auf den 1. August 1591 datiert. Als Ort der Abfassung der Widmung wird Neapel angegeben. Die Widmung wird damit begründet, dass Barbarito Don Giulio Gesualdo von der Keuschheit der Penelope hat reden hören, die sich mit Hilfe derselben letztlich gegen die Arroganz der Freier hat durchsetzen können. Der Autor dieser Tragikomödie habe beinahe einen Fehler begangen, indem er die Tragikomödie nicht unter seinem Namen habe herausgeben wollen, um, dem Odysseus ähnlich, verleumderischen Personen, die Barbarito wiederum mit den Freiern der Penelope vergleicht, einen Streich zu spielen und auf diese Weise seine Ehre zu wahren. Don Giulio Gesualdo werde von della Portas Werk nicht enttäuscht sein. Es werde, im Gegenteil, seine Zuneigung gegen den Autor vergrößern, an dessen gelungenen Theateraufführungen er bereits Gefallen gefunden habe.

### L’istesso a’lettori (Derselbige an die Leser)
Wie die Überschrift verrät, ist die Vorrede der Tragikomödie ebenfalls von Pompeo Barbarito abgefasst. Es ist von der mangelnden Überzeugung della Portas von der Qualität seiner Werke die Rede. Diese seien deshalb zunächst nur seinen Freunden bekannt und als Manuskripte in Umlauf gewesen. Barbarito habe gegen den Willen della Portas dessen erste Komödie L’Olimpia veröffentlicht. Er habe sich vorgenommen alle weiteren Werke della Portas zu veröffentlichen, sollte L’Olimpia den Lesern gefallen. Die Veröffentlichung von La Penelope sei eine Frucht des Erfolgs dieser Veröffentlichung. Nach der Widerlegung bzw. Relativierung etwaiger Einwände werden die Dramen della Portas genannt, deren Veröffentlichung folgen soll. Es wird zudem angekündigt, eine Poetik zu veröffentlichen, in der della Porta dargelegt hat, dass er nicht Aristoteles’ Poetik gefolgt ist. Es folgt eine Herausstellung wichtiger Punkte der Poetik della Portas. Dazu gehört etwa, dass der Komödiencharakter eines Dramas nicht aus der Lächerlichkeit eines Witzes ergibt, der in manch einer Szene eingefügt ist, sondern aus der Witzigkeit des Dramas insgesamt, aus der regelmäßigen Verteilung der Witze im Drama. Eine Komödie zeichne sich des Weiteren nicht durch eine Aneinanderreihung von Schwänken und von Scherzen aus, sondern durch die Komik der wesentlichen Bestandteile der Komödie: der Wechselfälle und der Wiedererkennung, die den Zuschauer bzw. Leser in Erstaunen versetze und diesen zum Lachen bewege. Barbarito entschuldigt seine ausgedehnte Vorrede damit, dass er es nicht leiden könne, wenn Menschen die Abfassung eines komplizierten Werkes als Leichtigkeit abtäten und mit der Zuneigung, die er gegenüber della Portas hege.

### Prologo (Prolog)
Es ist zunächst vom Bühnenbild die Rede, das ein prächtiges Schloss zeige und daher auf eine erhabene Handlung schließen lasse. Allerdings wird das nachfolgende Drama als Tragikomödie angekündigt. Der Begriff Tragikomödie bedeute jedoch nicht, dass im Drama heitere und tragische Ereignisse einander abwechselten. Die Tragikomödie sei insgesamt heiter. Tragische Ereignisse würden nicht gespielt, sondern mündlich wiedergegeben. Dies würde dem Empfinden des Zuschauers entsprechen. Die Komödie eigne sich einerseits für freudige Feste. Allerdings träten in der Komödie niedrige und niederträchtige Menschen auf. Ernste Dinge könnten in einer Komödie nicht behandelt werden. Die Tragödie sei aufgrund der blutigen und traurigen Ereignisse schrecklich. Wegen der hohen Persönlichkeiten, die in einer Tragödie vorkämen, erscheine diese als geradezu hochmütig. Der Autor der nachfolgenden Aufführung habe deshalb die besten Elemente aus beiden Gattung zu einer Tragikomödie zusammengefügt. Es würden angesehene Persönlichkeiten in einer zunächst ernsten und schließlich freudigen Handlung auftreten. Della Porta sei aufgrund dessen wohl der erste nach Plautus’ Amphitruo, der dies tue. Neben dieser Innovation wird die Schönheit der Handlung hervorgehoben. Es gehe hier um die Geschichte Odysseus und Penelopes, dessen ursprünglicher Verfasser Homer gewesen sei. Die Schönheit der Handlung wird mit der Autorität Homers und dessen Werk begründet. In dem vorliegenden Drama träten nicht prahlende Söldnerführer, alte und dumme Geizkragen, unverschämte Kupplerinnen, gefräßige Zuhälter, hungrige Parasiten, listige Diener, Betrüger, Müßiggänger und Verliebte auf. Vielmehr würde es sich in dem vorliegenden Drama um die keusche und leidenschaftliche Liebe, um die unverbrüchliche Treue Penelopes zu ihrem Mann. Penelope solle den Frauen bezüglich ihres Verhaltens zu den Männern als Beispiel dienen. Diejenigen, die gegen die Ehe handeln würden, würden exemplarisch bestraft. Von der Tragikomödie könne man lernen, ein vorbildliches Leben zu führen und jede niederträchtige Handlung aus Abscheu zu vermeiden. Der Vortragende des Prolog schließt seine Rede mit der Bemerkung, dass er Minerva sehe, die in ein himmlisches bzw. hellblaues Gewand gekleidet sei und dass er ihr das Wort überlassen wolle.

### Erster Akt
- Die Göttin Minerva erzählt zunächst die Vorgeschichte. Odysseus sei von der Nymphe Kalypso bezirzt und auf diese Weise so lange von ihr festgehalten worden, bis die Götter ihn befreit hätten. Da er den Zorn Neptuns erregt habe, sei er anschließend weiterhin durch die Welt geirrt. Als sich Neptun jedoch eines Tages nach Äthiopien zu einer ihm ergebenen Person begeben habe, habe Minerva seine Abwesenheit genutzt und im Kreise der Götter den Göttervater Jupiter angefleht, er möge Odysseus nach 20 Jahren des Irrens wieder heimkehren lassen. Nach Minervas Rede betritt auch Neptun die Bühne. Er sei darüber erzürnt, dass Odysseus seine Heimat erreicht habe. Er befürchte nun, dass ihm nicht mehr geopfert werde, da nun deutlich geworden sein dürfte, dass er nicht die Macht, zumindest nicht die alleinige über das Meer habe. Seinen ursprünglichen Zorn auf Odysseus begründet er mit der Blendung seines Sohns, des Zyklopen Polyphem durch den Helden. Um sich nicht wieder zu blamieren, habe Neptun vor, alle Seeungeheuer freizulassen und auf diese Weise seine Macht zur Schau zu stellen. Als Minerva und Neptun einander begegnen, teilt diese ihm mit, dass Jupiter die Heimkehr Odysseus’ beschlossen habe. Neptun bleibt nichts weiter als sich diesem Entschluss zu beugen.
- Odysseus hat sich indessen, in seiner Heimat Ithaka angekommen, als Bettler verkleidet, um zu prüfen, ob seine Frau Penelope sich noch an ihn erinnere und um sich vor einem etwaigen Hinterhalt zu schützen. Die als Hirte verkleidete Minerva verkündet Odysseus daraufhin, dass er in seinem Palast noch einiges werde erleiden müssen und verwandelt ihn in einen Greis. Des Weiteren informiert sie Odysseus, dass sie dessen Sohn Telemachos, der auf der Heimreise sei, vor einem Hinterhalt von Menschen schützen wolle, die Odysseus untreu geworden seien.
- Von Eumaios erfahren die Leser bzw. Zuschauer, dass die Helden von Ithaka und der umliegenden Inseln während der Abwesenheit Odysseus’ um die Hand der Penelope angehalten hätten, die alle anderen Frauen an Schönheit übertreffe. Später seien sie dazu übergegangen den Palast Odysseus’ zu besetzen und dessen Besitz in Festgelagen verprassen. Telemachos sei indessen aufgebrochen, um seinen Vater zu suchen. Laertes, der Vater Odysseus’ sei wiederum vor Verzweiflung in einen anderen Ort geflohen und hoffe, dort so bald wie möglich zu sterben. Penelope sei im Palast geblieben und löse sich vor Trauer in Tränen auf.
- Von Penelope wiederum, die vor den Palast tritt, erfahren die Leser bzw. Zuschauer unter anderem, dass die Freier in Odysseus’ Abwesenheit inzwischen Ikarios, den Vater Penelopes aufgesucht und ihn dazu angehalten haben, Penelope mit einem von ihnen zu verheiraten. Sollte ihr Vater der Ehe zustimmen, sei sie bereit, sich das Leben zu nehmen. Sie habe des Weiteren in einem Traum einen Adler gesehen, der eine Gänseschar gerissen habe. Von Eurykleia, der einstigen Amme Odysseus’, die sich gerade bei ihr befindet, wird der Traum als das Verderben gedeutet, das Odysseus einst den Freiern bereiten werde. Bei einer späteren Begegnung zwischen Ikarios und Penelope kommt es zu einer Art Streitgespräch, das damit endet, dass Ikarios Penelope vor die Wahl stellt, sich entweder seinem Willen zu unterwerfen, d. h. einen der Freier zu ehelichen oder von ihm verstoßen zu werden. Er lässt ihr für die Entscheidung einen Tag Zeit.

### Zweiter Akt
- Einer der Anführer der Freier, Eurymachos, lässt sich von seinem Berater, der ihm davon abrät, Penelope zu ehelichen, nicht beeindrucken. Dennoch ist er nach der Unterredung mit seinem Berater schlecht gelaunt und möchte sich von seiner üblen Laune ablenken, indem er sich mit Penelopes Dienerin Melantho sexuell vergnügt. Von Melantho erfährt Eurymachos, dass Telemachos in Ithaka eingetroffen ist. Die Freier sind auf Telemachos Ankunft vorbereitet. Sie trachten ihm nach dem Leben. Odysseus, der immer noch als greiser Bettler unterwegs ist, hat das Gespräch zwischen Melantho und Eurymachos mitgelauscht.
- Penelope hat sich indessen mit einem Pfeil des legendären Bogens, den Odysseus in seiner Jugend benutzt hatte durchbohren wollen, ist dann aber zuvor in Ohnmacht gefallen. Nach ihrem Ohnmachtsanfall verrät Penelope ihrer Dienerin Eurykleia, dass sie beabsichtigt, die Hochzeit aufzuschieben, indem sie unter den Freiern einen Wettkampf ausrichten lässt, dessen Ziel darin besteht, den Bogen des Odysseus zu spannen und den Pfeil durch zwölf Ringe zu schießen. Sie schickt ihre Dienerin Eurykleia zu Ikrios, damit sie diesen davon in Kenntnis setze, dass sie bereit sei, einen der Freier zu heiraten. Als Ikarios und Penelope daraufhin einander begegnen, offenbart sie ihm ihren Plan. Penelopes Vater durchschaut die Absicht seiner Tochter, die Hochzeit weiter hinauszuzögern, lässt sie aber dennoch gewähren.  Auch Antinoss und Eurymachos, die gegenüber Penelope deutlich machen, dass sie nicht vor Gewalt zurückschrecken würden, um in ihren Besitz zu kommen, setzt Penelope vom Wettkampf und von ihrer Bereitschaft, einen von ihnen zu heiraten in Kenntnis.

### Dritter Akt
- Die Freier versuchen Penelope vermittels einer alten Frau mit Geschenken jeweils zur Ehe zu überreden. Doch Penelope lässt sich nicht beirren. Sie nimmt zwar die Geschenke an, lässt aber dennoch den Wettkampf mit dem Bogen des Odysseus ausrichten. Indessen wird Odysseus von dem Ziegenhirten Melantheus, später auch von Melantho verhöhnt und beschimpft. Anschließend lässt Antinoos, ein weiterer Anführer der Freier Odysseus durch Iros, einen Bettler aus dem Festsaal werfen, doch Odysseus setzt sich zur Wehr. Es kommt zum Kampf zwischen Iros und Odysseus, wobei Odysseus obsiegt. Odysseus darf in seinem Palast bleiben, während Iros in Aussicht gestellt wird, beim König Echetos verstümmelt zu werden. Ersterer schwört sich nach den Schmähungen, die er in seinem Palast durch de Freier und teilweise auch Dienerinnen erfahren hat Rache und wird durch ein günstiges Vorzeichen, einen Donner (das Zeichen Jupiters), ermutigt. Auch Penelope und die ihr wohlgesinnten Dienerinnen hören den Donner und frohlocken. Gegenüber Penelope versichert Odysseus (als greiser Bettler), dass Odysseus einst kommen und sich rächen werde.

### Vierter Akt
- Eumaios setzt den wieder in Ithaka angekommenen Telemachos von dem Hinterhalt der Freier sowohl auf See als zu Lande in Kenntnis. Telemachos schickt Eumaios vor, damit er sich im Hause bei den Freiern umhöre, was sie sonst noch im Schilde führten. Anschließend begegnet Telemachos Odysseus zum ersten Mal seit 20 Jahren, erkennt ihn jedoch nicht, da Odysseus nach wie vor in einen greisen Bettler verwandelt ist und seinem Sohn eine erfundene Lebensgeschichte erzählt. Odysseus entschließt sich schließlich doch seinem Sohn gegenüber als dessen Vater zu offenbaren. Zunächst ist Telemachos ungläubig, erkennt ihn jedoch später wieder. Es kommt zu keiner freudigen Wiedererkennungsszene, da beide gegenüber den Freiern keinen Verdacht erregen wollen. Als Odysseus seinem Sohn seine Absicht verrät, sich an den Freiern für die erlittene Schmach zu rächen, zweifelt dieser mangels Anhängerschaft an der Durchführbarkeit des Plans. Odysseus versichert seinem Sohn jedoch, dass die Götter auf ihrer Seite stünden. Telemachos teilt seinem Vater bezüglich des Plans mit, dass von dem streitbaren Personal des Odysseus einzig Eumaios und Philoitios ihm die Treue gehalten hätten. Odysseus beabsichtigt auch diesen beiden seine wahre Identität preiszugeben. Anschließend begegnet Odysseus Penelope und gibt sich auch ihr gegenüber als eine andere Person aus und erzählt ihr eine erfundene Lebensgeschichte. Penelope wiederum schildert Odysseus auf dessen Bitte hin, wie es zu der gegenwärtigen Situation gekommen und ihr gelungen sei, die Freier solange mit der Hochzeit hinzuhalten. Dabei erzählt sie ihm auch von dem bevorstehenden Wettkampf mit dem Bogen. Sie äußert die Hoffnung, dass Gott ihr in der Zwischenzeit zu Hilfe komme. Odysseus stellt Penelope auf die Probe und fragt sie, ob sie sich vorstellen könnte, nicht wenigstens einen der Freier zu heiraten, was diese wiederum entschieden verneint.
- Odysseus, hat zwischenzeitlich seinen Palast betreten und ist von den Freiern beschimpft und misshandelt worden. Er gibt sich Eumaios zu erkennen. Da Eumaios an seiner Identität zweifelt, lässt er ihn seine Narbe berühren, die ihm als Kind ein Wildschweineber zugefügt hatte. Nach einer kurzen Wiedererkennungsszene lässt Odysseus Eumaios und indirekt Phoitios die Türen verriegeln. Odysseus trägt Telemachos auf, die Waffen der Freier zu verstecken und die Waffen für ihn und dessen Mitstreiter an einen für sie günstigen Ort zu bringen. Tänzerinnen sollten den Palast derweil mit Lärm erfüllen, damit niemand unmittelbar von dem Mord an den Freiern erfahre. Auch die Odysseus untreuen weiblichen Dienerinnen des Palastes würden mit dem Tode bestraft. Telemachos geht Odysseus in den Festsaal voran, Minerva erscheint Odysseus und geht wiederum diesem voran.

### Fünfter Akt
- Laertes, der aus Trauer über die Entwicklung der Ereignisse in Ithaka an einen anderen Ort gezogen ist, kehrt nun in seine Heimat zurück und findet die Tore zu Odysseus’ Palast verschlossen vor. Von innen ertönt scheinbar Freudenlärm.
- Wenig später öffnen sich die Tore zum Palast. Eumaios tritt heraus und erklärt Ikarios, dass die Freier von der Hand Odysseus’ ermordet worden sind. Dieser habe zunächst beim Wettkampf obsiegt, denn er sei der Einzige gewesen, der den Bogen habe spannen und den Pfeil durch die zwölf Ringe schießen können. Nach dem anschließenden Festschmaus, bei dem man durch das merkwürdige Verhalten der Freier und der seltsamen Stimmung Athenes Wirken habe erahnen können, habe Odysseus ihm durch ein Zeichen gewiesen, die Türen zu verriegeln. Die Rache an den Freiern habe mit einem Pfeilschuss Odysseus’ begonnen. Der Pfeil habe den Hals Antinoos' durchbohrt. Eurymachos habe dies gesehen und versucht Odysseus’ Zorn zu besänftigen und diesen zu bestechen – jedoch vergeblich. Ein weiterer Freier, Agelaos, habe daraufhin versucht, den Palast zu verlassen und Melantheus die Waffen zu holen. Agelaos habe jedoch die Tür verriegelt vorgefunden. Philoitios sei Melantheus zuvorgekommen und habe sich ihm in den Weg gestellt. Der Sänger Phemios, der von den Freiern gezwungen wurde für sie zu singen und Medon, der Herold Odysseus’ seien verschont worden. Die treulosen Mägde seien nach der Abschlachtung der Freier von Eurykleia herbeigebracht und erhängt worden. Melantheus' Extremitäten seien abgehackt und den Hunden zum Fraß vorgeworfen worden.
- Odysseus heißt indessen Telemachos Penelope holen, da er sie auf die Probe stellen möchte. Dem Wunsch seines Vaters entsprechend begibt sich Telemachos zu seiner Mutter und erzählt ihr bei dieser Gelegenheit von der Reise, die er unternommen hat, um sich bei Nestor und Menelaos nach dem Verbleib Odysseus’ zu erkundigen. Er erzählt zwar, was sich tatsächlich zugetragen hat, deutet allerdings an, das Odysseus’ zu Tode gekommen sei. Über die Behauptung Telemachos’, dass Penelope angesichts der von ihm behaupteten Situation einen Freier werde heiraten müssen, ist diese alles andere als glücklich. Sie möchte sterben, beauftragt allerdings ihren Sohn mit dem Mord an ihr. Dieser weigert sich jedoch ihr zu gehorchen.
- Einer ähnlichen Probeprozedur muss sich auch Laertes unterziehen. Telemachos erzählt diesem, dass es jemanden gelungen sei, den Bogen des Odysseus zu spannen und den Pfeil durch die zwölf Ringe zu schießen. Laertes glaubt an Betrug und möchte diesen zum Kampf herausfordern, selbst wenn er dabei sterben müsste. Schließlich gibt sich Odysseus endlich allen als der, der er ist, zu erkennen. Eurykleia erkennt ihn sofort an der Narbe wieder, die ihm der Eber zugefügt hat. Die anderen stehen derweil noch ungläubig da. Laertes möchte von Odysseus einen weiteren Beweis. Odysseus erzählt deshalb von seiner Kindheit. Es kommt zu einer zweiten Wiedererkennungsszene. Penelopes hartnäckige Zurückhaltung erklärt sich aus ihrem Misstrauen gegenüber Odysseus. Sie hat Angst, einem Betrüger aufzusitzen. Es folgt eine weitere Wiedererkennung durch die Schilderung Odysseus’ von der Entstehung des Ehebettes, in dem er und Penelope einst geschlafen haben und das unverrückbar ist, da es an Ort und Stelle aus einem Olivenbaum gezimmert wurde und dementsprechend am Boden verwurzelt ist. Es kommt zu  einer weiteren freudigen Wiedererkennungsszene, in der Odysseus die Keuschheit, Treue und auch sonst die Vorbildhaftigkeit Penelopes lobt. Die Schätze, die Odysseus von den Phäaken mitgebracht hat, werden in Odysseus’ Palast zur Schau gestellt. Es folgt ein Freudengesang Penelopes. Anschließend bittet sie Odysseus, ihr von seinen Abenteuern zu erzählen. Doch es ist Abend und Odysseus ist müde. Er wird ihr ein andermal von seinen Abenteuern schildern. Abschließend spricht der Schweinehirt Eumaios das Publikum an und fordert es auf die Keuschheit und Ehrbarkeit Penelopes sowohl nachzuahmen als auch zu predigen.

## Personen
- Minerva, Göttin
- Nettuno (Neptun), Gott
- Ulisse (Odysseus), König von Ithaka
- Eumeo (Eumaios), Diener des Odysseus
- Ericlea (Eurykleia), Amme des Odysseus
- Penelope, Königin, Gemahlin des Odysseus
- Icario (Ikarios), Vater der Penelope
- Consigliero (Berater), alter Mann
- Eurimaco (Eurymachos), König
- Melanto (Melantho), Dienerin der Königin
- Antinoo (Anthinoos), König
- Vecchia (Alte Frau)
- Melanzio (Melantheus), Hirt
- Iro (Iros), Bettler
- Telemaco (Telemachos), Sohn des Odysseus
- Laerte (Laertes), Vater des Odysseus

## Weitere Informationen

### Unterschiede zwischen HomersOdysseeundLa Penelope(Auswahl)
- Die Götter haben in La Penelope römische Namen. Athene aus Homers Odyssee ist hier die altrömische Minerva, Poseidon Neptun und Zeus Jupiter.
- Im Gegensatz zu Homers Epos gelingt es Kalypso Odysseus seine Heimat und somit auch Penelope vergessen zu machen.
- Im Gegensatz zu Homers Odyssee wird der Kannibalismus des Zyklopen Polyphem mit dessen Verdacht begründet, es handle sich bei Odysseus und dessen Gefährten um Piraten, die das umliegende Meer und die umliegenden Inseln unsicher machten.
- In Homers Odyssee fliehen Odysseus und seine Gefährten aus der Höhle Polyphems, indem sie sich unter die Schafe binden, die jeden Morgen die Höhle verlassen. In der Tragikomödie wird dies dahingehend interpretiert, dass Odysseus und seine Gefährten die Höhle unter den Schafen auf allen vieren verlassen.
- Ikarios wird in der Odyssee nur am Rande erwähnt.
- Die Affäre zwischen Eurymachos und Melantho wird in La Penelope weit detaillierter geschildert als in der Odyssee[1]
- In der Odyssee müssen die Freier mit Odysseus’ Bogen nicht durch eine Reihe von Ringen, sondern von Äxten schießen.

### Sonstige
- Der Prolog zu La Penelope ist von den Prologen Plautus’ zu Amphitruo und Captivi inspiriert.[2]

### Textausgabe
- Giovan Battista della Porta: Teatro, I. Tragedie. Milano (Mailand) / Napoli (Neapel) / Roma (Rom): Edizioni scientifiche italiane, 2000.